# میمون عنکبوتی سرقهوه‌ای

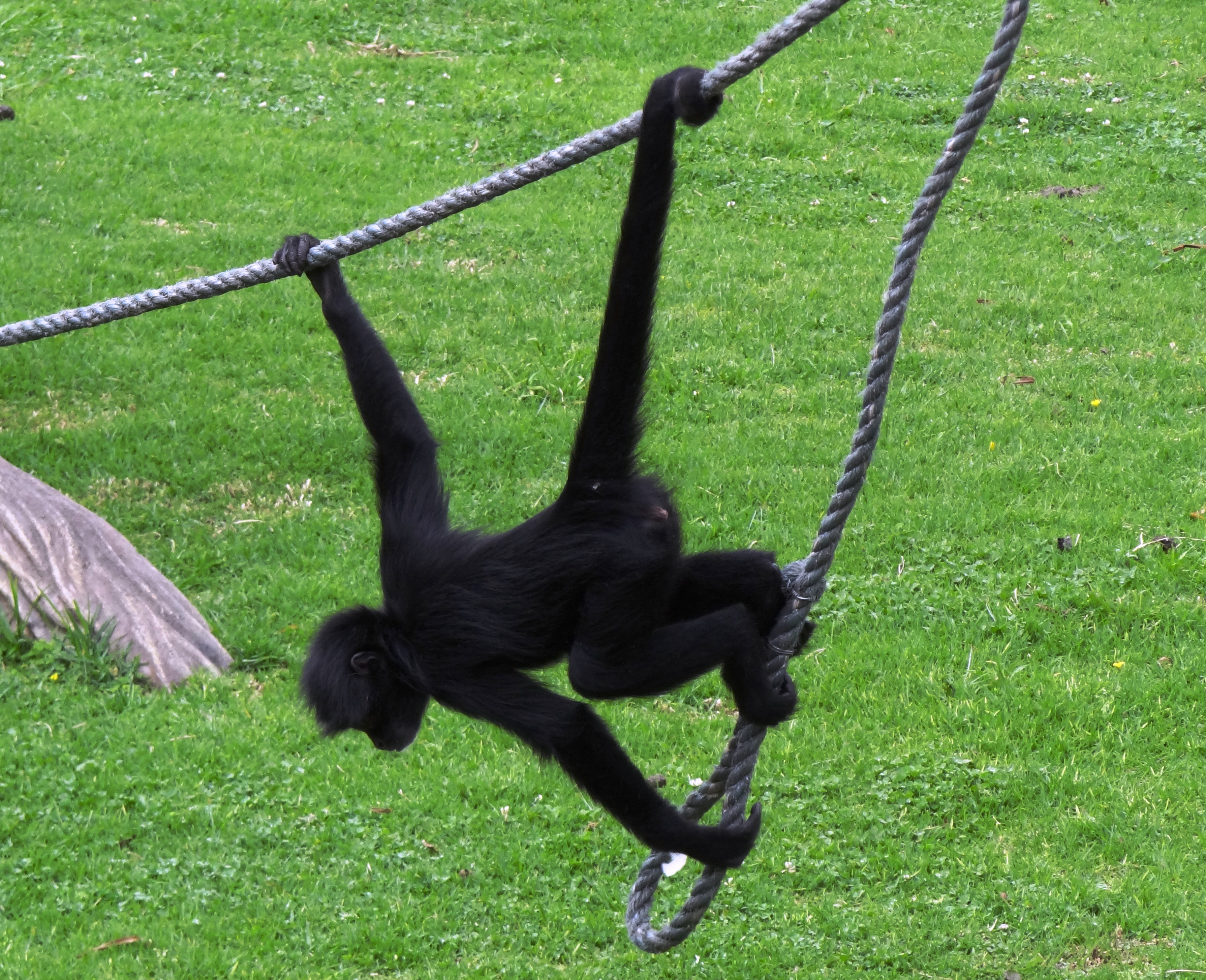
یک میمون عنکبوتی سیاه در حال تفریح

میمون عنکبوتی سرقهوه‌ای (نام علمی: Ateles fusciceps fusciceps) نام یک زیرگونه از گونه میمون عنکبوتی سرسیاه است.